# Guascone Guasconi
Guascone Guasconi (La Spezia, 30 maggio 1897 – Orbetello, 18 aprile 1932) è stato un militare e aviatore italiano, che ha partecipato all'edizione della Coppa Schneider del 1926 a Norfolk, negli Stati Uniti d'America.

## Biografia

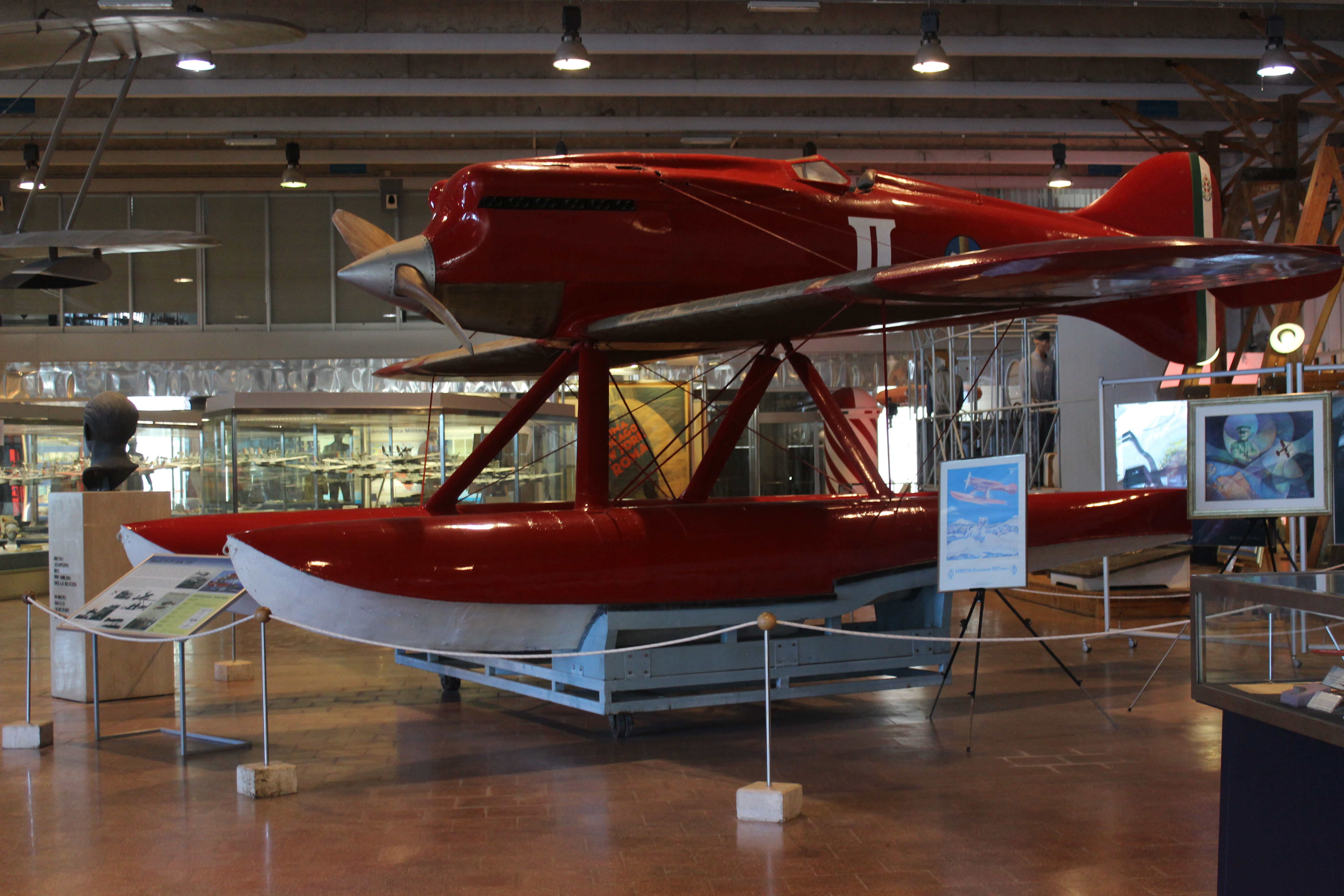
L'idrovolante Macchi M.39 esposto presso il Museo dell'Aeronautica di Vigna di Valle.

Nacque a La Spezia il 30 maggio 1897. Arruolatosi nella Regia Marina fu nominato guardiamarina nel 1917, prendendo parte alle operazioni belliche durante il corso della prima guerra mondiale imbarcato su varie unità di superficie. Promosso sottotenente e poi tenente di vascello fu poi in servizio presso il Corpo di Stato maggiore fino al maggio del 1923 quando transitò, come comandante di squadriglia, nel Corpo di Stato Maggiore della Regia Aeronautica. 
Nel 1925 insieme a Umberto Maddalena e a Pier Luigi Penzo compì una crociera nei mari del Nord, il cosiddetto Circuito del Baltico che toccò anche Leningrado, con due idrovolanti Macchi M.24 sorvolando due volte le Alpi.
Durante il viaggio di ritorno i due aerei vennero sorpresi da una forte bufera e furono costretti ad un atterraggio di emergenza in mezzo alla neve sul passo dello Spluga.
Nel novembre del 1926 fu uno dei piloti della squadra italiana che prese parte all'edizione della Coppa Schneider tenutasi a Norfolk, negli Stati Uniti d'America.  Promosso a scelta maggiore, nel 1930 fu assegnato in servizio al 2° Centro Sperimentale di cui assunse il comando. Nel marzo 1931 fu destinato alla Scuola di Navigazione Aerea d'Alto Mare (N.A.D.A.M.) di Orbetello, venendo promosso tenente colonnello. All'epoca era abilitato al pilotaggio di numerosi tipi di velivolo, compresi gli idrocorsa, ed era istruttore professionale. Perse la vita, insieme all'ingegnere Furlan della Fiat e del primo aviere Maietta, in un incidente aereo avvenuto il 18 aprile 1932.

### Annotazioni
1. ↑  Oltre a Guasconi gli altri piloti designati erano Vittorio Centurione Scotto, Adriano Bacula, Arturo Ferrarin, e Mario De Bernardi, capo delegazione era Silvio Scaroni.

### Fonti
1. 1 2 3 4 5 6  Mancini 1936, p. 323.
2. ↑  Cavarocchi 2021, p. 40.
3. 1 2  Trasvolatori Atlantici.
4. ↑  Mancini 1936, p. 550.